# 仙台宮城野原競馬場
仙台宮城野原競馬場（せんだいみやぎのはらけいばじょう）は、現在の宮城県仙台市宮城野区宮城野一丁目付近にかつて存在した宮城野原練兵場内に度々設置された仮設の競馬場。『河北新報』の当時の記事によれば一周は1,600mであったとされる。又、主催者事績書に記された規則や、『河北新報』に掲載された写真などから右回りであった事がわかる。明治末期、大正初期、昭和初期にここで競馬が開催された。

## 概要
明治時期の宮城県は、1889年（明治22年）5月に仙台市の青葉神社門前の南東付近に仙台競馬場（通町）が建設され1895年（明治28年）頃まで競馬が開催されたり、花競馬と呼ばれる町興し・神社奉納等の草競馬が主に県北各所で開催されるなど競馬の文化が既に根付いていた。1911年（明治44年）4月、時の皇太子（後の大正天皇）東宮が陸軍参謀本部旅行演習を視察するにあたって宮城県に行啓した際、仙台産牛馬組合が台覧に供するため競馬を開催したのが、仙台宮城野原競馬場の始まりである。この競馬開催は賞金の交付が可能であった事、景品付投票券が発売されていた事などの観点から、宮城県公式競馬の原点と位置づけられる。尚、仙台宮城野原競馬場という呼称が正式名称であったかどうかは定かではないが、当時の宮城県内の公式競馬を開催していた宮城県産馬畜産組合（＝仙台産牛馬組合）が遺した事績書『宮城県産馬要覧』には本競馬場は「仙台宮城野原競馬場」と記載されているので、本稿ではこの呼称を用いるものとする。

## 1911年（明治44年）4月の開催

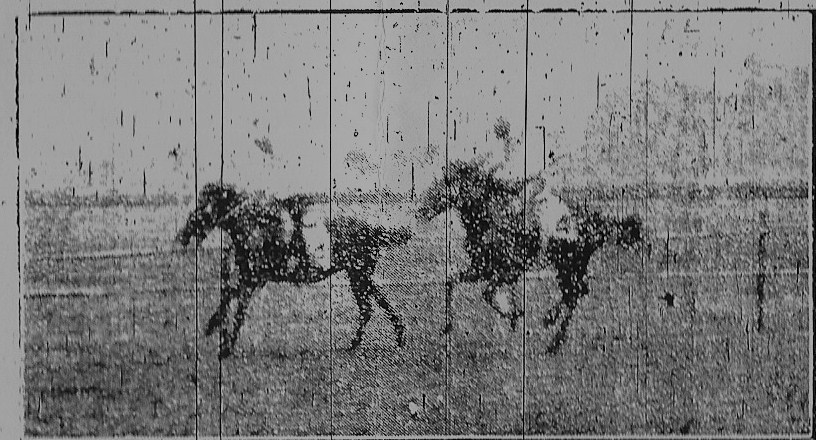
1911年（明治44年）4月27日付『河北新報』に掲載された写真

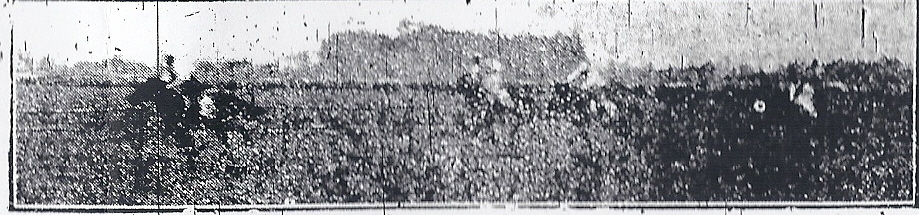
1911年（明治44年）4月27日付『河北新報』に掲載された写真2

東宮の行啓とあって仙台は大きく湧きかえっていた。1911年（明治44年）4月20日付『河北新報』によれば、「奉迎拝観者雲の如く、旭旗翻り歓声沸く」と報じられている。先にも述べたとおり東宮の目的は陸軍参謀本部旅行演習の視察であったが、その他にも知事との対談、小学校の運動会の台覧など多くの行事が予定されており、仙台宮城野原競馬場での競馬開催もその行事の中の一つであった。
開催者である仙台産牛馬組合は一週間程前より新聞掲載により出馬希望者を募っていた。その番組表は下記の通りである。
1911年（明治44年）4月20日付『河北新報』に掲載された番組表
|      | 競走名称       | 距離   | 一着賞金 |
| ---- | -------------- | ------ | -------- |
| 一   | 内国産馬五頭立 | 1,200m | 30円     |
| 二   | 内国産馬五頭立 | 1,200m | 30円     |
| 三   | 内国産馬五頭立 | 1,200m | 30円     |
| 四   | 内国産馬五頭立 | 1,200m | 30円     |
| 五   | 内国産馬七頭立 | 1,600m | 55円     |
| 六   | 内国産馬五頭立 | 1,200m | 30円     |
| 七   | 内国産馬五頭立 | 1,200m | 30円     |
| 八   | 内国産馬五頭立 | 1,200m | 30円     |
| 九   | 内国産馬五頭立 | 1,200m | 30円     |
| 十   | 内国産馬七頭立 | 1,600m | 55円     |
| 十一 | 内国産馬五頭立 | 1,600m | 50円     |
| 十二 | 内国産馬五頭立 | 1,200m | 30円     |
| 十三 | 内国産馬五頭立 | 1,600m | 50円     |
| 十四 | 優勝競走       | 1,600m | 150円    |
| 十五 |                | 1,200m | 25円     |

開催当日の4月25日までには、55頭（『河北新報』記述。宮城県産馬要覧では58頭）が出走の申込を行った。競走回数に比べて出走馬が少ないのは、1頭の馬が複数のレースに出走できるからである。尚、14レースの「優勝競走」とは1～13レースの勝ち馬が一堂に出走しその開催の優勝を決めるレースである。
4月25日午前9時より、仙台宮城野原競馬場で第一回の競馬が開催された。宮城県の公式競馬として、初の開催である。前日の快晴とはうって変わっての小雨模様であった。東宮の「お成り」は午後からであったが、未明より見物人が集まり会場周囲は寸隙も無いほどに埋め尽くされた。その様子は前日に行われた「小学校の運動会に劣らざる」と『河北新報』に報道されているので、運動会と同程度の3万人の群衆が集まっていたものと思われる。
10時より第一競走が発走、「血沸き肉踊る」競走が繰り広げられた。観衆は目の前を馬が通過すると大歓声をあげ、開催は盛況を呈した。11時頃、雨足が激しくなり開催継続が危ぶまれる所もあったが13時には全く雨が止み、又、東宮の「お成り」も近いとあって観客はさらに増えていった。13時30分、東宮が到着し、第7競走より競走を観戦した。東宮の前とあって、馬上の騎手は皆勇み立ち、ますます壮烈な競馬が繰り広げられた。
15時頃、再び雨脚が強まり帽子の色が識別できないほどの雨となったが、優勝競走は予定通り行われ、16時には閉会となった。
東宮は自身にも乗馬の心得があった事もあり、競走中は立ち上がって観戦し、競走の度に御付の武官と馬を指さして話をするなど、この日の競馬観戦は非常に熱心だったようである。又、競走の合間を待ちかねて幕の隙間より裏手の馬の係留所を覗こうとするなど、闊達であったという大正天皇の人柄を表しているエピソードも報じられている。
1911年（明治44年）4月25日　仙台宮城野原競馬場開催結果
|      | 競走名称       | 勝馬       | 2着馬 |
| ---- | -------------- | ---------- | ----- |
| 一   | 内国産馬五頭立 | 亘理       | 今本  |
| 二   | 内国産馬五頭立 | セクエンス | 磐城  |
| 三   | 内国産馬五頭立 | 菊馬       | 雲龍  |
| 四   | 内国産馬五頭立 | 岩切       | 岩切  |
| 五   | 内国産馬七頭立 | 磐城       | 今本  |
| 六   | 内国産馬五頭立 | ヒラトラ   | 宮玉  |
| 七   | 内国産馬五頭立 | 竹駒       | 高森  |
| 八   | 内国産馬五頭立 | 玉泉       | 峰風  |
| 九   | 内国産馬五頭立 | 宮玉       | 雲龍  |
| 十   | 内国産馬七頭立 | 梅香       | 宮尾  |
| 十一 | 内国産馬五頭立 | 桐本       | ？    |
| 十二 | 内国産馬五頭立 | 岩本       | 今本  |
| 十三 | 内国産馬五頭立 | 亘風       | 高熊  |
| 十四 | 優勝競走       | ヒラトラ   | 宮玉  |
| 十五 |                | 岩谷       | 宮風  |

優勝競走馬プロフィール
- 馬名　：ヒラトラ
- 品種　：内洋
- 性別　：牡馬
- 年齢　：7歳
- 産地　：下総御料牧場
- タイム：１分48秒

## 大正初期の開催
仙台宮城野原競馬場は大正初期にも開催されたが、詳細を示す資料はない。主催者の事績書である「宮城県産馬要覧」によれば、各々の概略は以下の通りである。
| 時期                 | 出場頭数 | 賞金総額 | 優勝馬   | 同左品種 | 同左性別 | 同左年齢 | 同左産地 | 距離   | タイム  |
| -------------------- | -------- | -------- | -------- | -------- | -------- | -------- | -------- | ------ | ------- |
| 1913年（大正2年）9月 | 44頭     | 1,000円  | クンカ   | 雑       | 牡馬     | 6歳      | 黒川鶴巣 | 3,200m | 4分7秒  |
| 1914年（大正3年）9月 | 42頭     | 750円    | トミタテ | 雑       | 牡馬     | 5歳      | 奥羽牧場 | 3,200m | 3分38秒 |
| 1915年（大正4年）9月 | 25頭     | 698円    | 天形     | 内洋     | 牡馬     | 9歳      | 玉造温泉 | 3,200m | 4分10秒 |

## 1928年（昭和3年）の開催
1916年（大正5年）以降は、長らく公式競馬の開催は石巻競馬場（蛇田）等にて開催されていたが、1928年（昭和3年）の5月に久々に仙台宮城野原競馬場で競馬が開催される事となった。1923年（大正12年）に競馬法が施行された事もあり、従前の景品付投票券（優勝馬を的中させると賞品と引き換えにできる投票券）から、今日と同じ勝馬投票券の購入が可能となっていた。この開催では、宮城県・仙台市より補助金を受け、県下の競馬関係者を総動員し、14,407人の観客を集めたという。その後、同年10月にも競馬が開催された。
1928年（昭和3年）春季優勝競走結果（5月）
| 競走名称                 | 優勝馬   | 2着馬    | 1着賞金 | 2着賞金 | 距離  | タイム |
| ------------------------ | -------- | -------- | ------- | ------- | ----- | ------ |
| 第十競走内国産馬優勝競走 | ランザン | タマウチ | 350円   | 150円   | 2200m | 3分1秒 |

1928年（昭和3年）秋季優勝競走結果（10月中旬）
| 競走名称                   | 優勝馬   | 2着馬    | 1着賞金 | 2着賞金 | 距離   | タイム |
| -------------------------- | -------- | -------- | ------- | ------- | ------ | ------ |
| 第八競走県内新産馬優勝競走 | マルタマ | ハナフヂ | 250円   | ?       | 1,600m | ?      |

## 仙台宮城野原競馬場の廃止
翌1929年（昭和4年）春季も仙台宮城野原競馬場で競馬が開催された。しかし、同年7月、農林大臣より「仮設競馬場に於いて、勝馬投票券・景品付投票券の発行をしてはならない」旨の通牒が来た事により、1929年（昭和4年）秋季以降の仙台宮城野原競馬場での開催は難しくなった。もとより練兵場の一角を借用しての仮設競馬場での開催であり、まさか練兵場内に常設競馬場を建てるわけにもいかず移転を余儀なくされた。
安西定雄著『小牛田の町の物語』には、「練兵に支障あり」と軍部からの反発もあったとの記述が見られるが、騒動から60年近く経過した1985年（昭和60年）に書かれた書籍であり、出典も明記されていないため真偽は定かではない。主催者事績書の『宮城県産馬要覧』と当時の『河北新報』記事によると、遠見塚、三神峰、台の原、向小田原、七北田、金洗澤、愛子、高砂、八木山等の土地所有者から、競馬場誘致の出願があったとされる。
また、『河北新報』1928年（昭和3年）9月11日の記事には、八木山、高砂に競馬場の設置を検討中との記述がみられることから、1929年（昭和4年）以前から競馬場の移設については懸案が上っていた可能性が高い。結局、加藤忠三郎なる人物が発起人になっている、愛子競馬協賛会の土地提供の申し出を受けて、常設競馬場の設置は愛子と決まり、1929年（昭和4年）11月より、公式競馬の開催場所が愛子競馬場に移り、仙台宮城野原競馬場は閉鎖された。